# Évran
Évran (tiếng Breton: Evrann, Gallo: Evran) là một xã của tỉnh Côtes-d’Armor, thuộc vùng Bretagne, tây bắc Pháp.

## Dân số
Người dân ở Évran được gọi làÉvrannais.